# Chums Corner
Chums Corner – jednostka osadnicza w Stanach Zjednoczonych, w stanie Michigan, w hrabstwie Grand Traverse.